# Мохнорукий краб
Мохнорукий краб (Eriocheir) — рід крабів з родини Varunidae. Найвідомішим представником є мохнорукий краб китайський, E. sinensis. Раніше рід відносили до родини Grapsidae.

## Види
Рід містить чотири види:
- Eriocheir hepuensis Dai, 1991

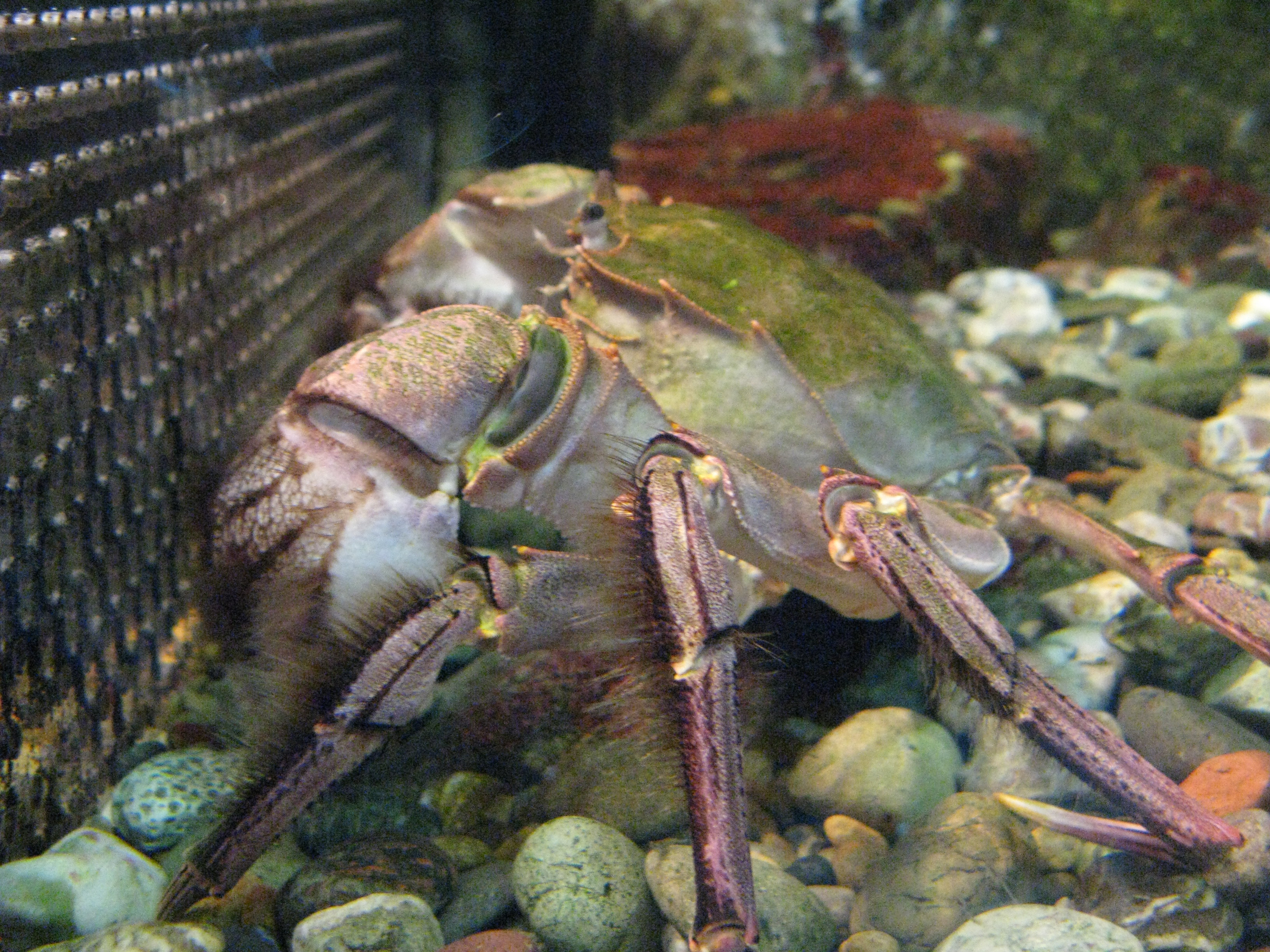
Мохнорукий краб японський (Eriocheir japonica)

- Eriocheir japonica (De Haan, 1835) — Мохнорукий краб японський
- Eriocheir sinensis H. Milne-Edwards, 1853 — Мохнорукий краб китайський
- Eriocheir ogasawaraensis Komai in Komai, Yamasaki, Kobayashi, Yamamoya & Watanabe, 2006